# East Riding of Yorkshire
L'East Riding of Yorkshire, o semplicemente East Yorkshire (pronuncia [iːst ˈjɔːkʃə]), è una contea dell'Inghilterra nel nord-est.

## Geografia fisica
East Riding of Yorkshire è posta a nord dell'estuario dell'Humber nella regione di Yorkshire e Humber. Confina a nord e ad ovest con il North Yorkshire, a est si affaccia sul Mare del Nord, a sud confina con il Lincolnshire ed il South Yorkshire.
Il territorio è per la maggior parte pianeggiante. A nord raggiunge la massima altitudine con i 246 metri delle Yorkshire Wolds poste al confine con il North Yorkshire. Una fascia di territorio ondulato caratterizza la parte centrale della contea. Il confine meridionale è segnato in buona parte dall'ampio estuario dell'Humber. È qui che si trova la città portuale di Kingston upon Hull comunemente chiamata Hull. Nell'Humber confluiscono da nord i fiumi Hull, Ouse e Aire. Il confine occidentale con il North Yorkshire è segnato dal Derwent tributario dell'Ouse. Altro centro di rilievo della contea è Bridlington che si affaccia sull'omonima baia nel nord. La parte più meridionale del distretto è costituita dalla piatta penisola di Holderness.
La contea cerimoniale è divisa in due unitary authority. Di queste l'East Riding of Yorkshire è la più estesa unitary authority dell'Inghilterra.

## Suddivisioni
|  | 1. East Riding of Yorkshire (autorità unitaria) 2. Kingston upon Hull (autorità unitaria) |

## Parrocchie civili
| - Airmyn - Aldbrough - Allerthorpe - Anlaby with Anlaby Common - Asselby - Atwick - Bainton - Barmby Moor - Barmby on the Marsh - Barmston and Fraisthorpe - Beeford - Bempton - Beswick - Beverley ‘'(città)'’ - Bewholme - Bielby - Bilton - Bishop Burton - Bishop Wilton - Blacktoft - Boynton - Brandesburton - Brantingham - Bridlington ‘'(città)'’ - Broomfleet - Bubwith - Bugthorpe - Burstwick - Burton Agnes - Burton Constable - Burton Fleming - Burton Pidsea - Carnaby - Catton - Catwick - Cherry Burton - Coniston - Cottam - Cottingham - Dalton Holme - Driffield ‘'(città)'’ - Easington - East Cottingwith - East Garton - Eastrington - Ellerby - Ellerker - Ellerton and Aughton - Elloughton-cum-Brough - Elstronwick | - Etton - Everingham and Harswell - Fangfoss with Bolton - Fimber - Flamborough - Foggathorpe - Foston - Fridaythorpe - Full Sutton - Garton - Gilberdyke - Goodmanham - Goole ‘'(città)'’ - Goole Fields - Gowdall - Grindale - Halsham - Harpham - Hatfield - Hayton and Burnby - Hedon ‘'(città)'’ - Hessle ‘'(città)'’ - Hollym - Holme upon Spalding Moor - Holmpton - Hook - Hornsea ‘'(città)'’ - Hotham - Howden ‘'(città)'’ - Huggate - Humbleton - Hutton Cranswick - Kelk - Keyingham - Kilham - Kilpin - Kirby Underdale - Kirk Ella and West Ella - Kirkburn - Langtoft - Laxton - Leconfield - Leven - Lissett and Ulrome - Lockington - Londesborough - Lund - Mappleton - Market Weighton ‘'(città)'’ - Melbourne | - Middleton on the Wolds - Millington - Molescroft - Nafferton - Newbald - Newport - Newton on Derwent - North and South Cliffe - North Cave - North Dalton - North Ferriby - North Frodingham - Nunburnholme - Ottringham - Patrington - Paull - Pocklington ‘'(città)'’ - Pollington - Preston - Rawcliffe - Reedness - Rimswell - Rise - Riston - Roos - Routh - Rowley - Rudston - Sancton - Seaton - Seaton Ross - Shiptonthorpe - Sigglesthorne - Skeffling - Skerne and Wansford - Skidby - Skipsea - Skirlaugh - Skirpenbeck - Sledmere and Croome - Snaith and Cowick ‘'(città)'’ - South Cave - Spaldington - Sproatley - Stamford Bridge - Sunk Island - Sutton upon Derwent - Swanland - Swine - Swinefleet | - Thorngumbald - Thornton - Thwing and Octon - Tibthorpe - Tickton - Twin Rivers - Walkington - Warter - Watton - Wawne - Welton - Welwick - Wetwang - Wilberfoss - Willerby - Withernsea ‘'(città)'’ - Withernwick - Wold Newton - Woodmansey - Wressle - Yapham cum Meltonby |

## Storia

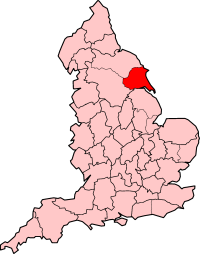
Contea di East Riding dal 1889 al 1974

La contea attuale copre parte della contea di East Riding che è esistita dal 1889 al 1974. Dal 1974 al 1996 fece parte della contea di Humberside che copriva le rive destra e sinistra dell'estuario dell'Humber. La contea di Humberside fu abolita nel 1996 e il territorio a nord dell'Humber fu diviso nelle due unitary authority di East Riding of Yorkshire e di Kingston upon Hull.

## Monumenti e luoghi d'interesse

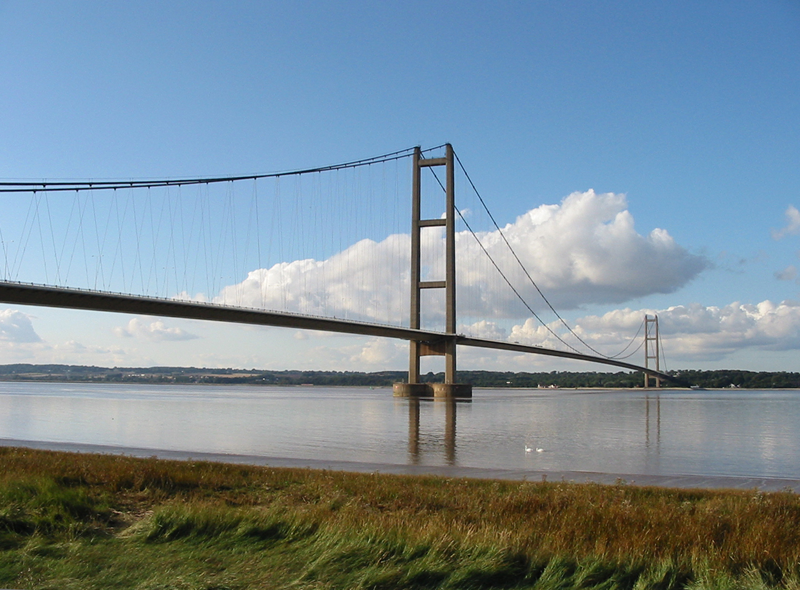
Ponte sull'Humber

- Aire and Calder Navigation, fiume canalizzato
- Beverley Minster, chiesa medievale di Beverley
- Canale Leven Canal
- Driffield Navigation
- Flamborough Head, promontorio di 11 km sul Mare del Nord
- Fort Paull, batteria di cannoni sulla riva nord dell'Humber
- Howden Minster, chiesa medievale di Howden
- Hornsea Mere, lago popolare per il canottaggio, la vela e la pesca.
- Monolite di Rudston, il più alto del Regno Unito.
- Market Weighton Canal
- Pocklington Canal
- Promontorio di Bempton, serie di promontori alcuni alti più di 100 metri, riserva naturale.
- Sewerby Hall, residenza di campagna settecentesca.
- Skidby Working Windmill, mulino a vento del 1821 nei pressi di Beverly.
- Spurn, banco di sabbia del Mare del Nord con una ricca fauna marina.
- Stamford Bridge, villaggio nei cui pressi fu combattuta la battaglia che decretò la fine del potere vichingo in Inghilterra.
- Wolds Way, sentiero
- Yorkshire Wolds, catena collinosa nel nord della contea